# 愛媛県道147号石鎚丹原線
愛媛県道147号石鎚丹原線（えひめけんどう147ごう いしづちたんばらせん）は、愛媛県西条市を通る一般県道である。四国八十八箇所第60番札所横峰寺へ続く平野林道から西条市丹原町の中心部に向かっていく南北に走る道路である。

## 概要

### 路線データ
- 総延長：16.0 km
- 起点：西条市小松町石鎚（四国八十八箇所第60番札所横峰寺登山道入口）
- 終点：西条市丹原町今井（今井交差点）

## 歴史
- 1958年（昭和33年）6月27日 - 愛媛県告示第566号により、本路線を整理番号32番として県道に認定される[1]。
- 1972年（昭和47年）3月16日 - 愛媛県が愛媛県道147号石鎚丹原線として認定。

## 地理

### 通過する自治体
- 西条市

### 交差する道路
- 国道11号
- 国道11号小松バイパス
- 愛媛県道48号壬生川丹原線
- 愛媛県道149号丹原小松線
- 愛媛県道151号関屋今井線

### 沿線にある施設など
- 平野林道
- 湯浪休憩所（四国八十八箇所第60番札所横峰寺登山道入口）
- ミニストップ丹原今井店

#### 教育
- 西条市立石根小学校